# Lestijärven saaret
Lestijärven saaret este o arie protejată (arie specială de conservare — SAC, sit de importanță comunitară — SCI) din Finlanda întinsă pe o suprafață de 2.152 ha, integral pe uscat.

## Localizare
Centrul sitului Lestijärven saaret este situat la coordonatele 63°31′21″N 24°44′39″E / 63.5225°N 24.7442°E.

## Înființare
Situl Lestijärven saaret a fost declarat sit de importanță comunitară în august 1998 pentru a proteja un număr necunoscut de specii din flora spontană și fauna sălbatică aflate în arealul zonei. Situl a fost protejat și ca arie specială de conservare în aprilie 2015.

## Biodiversitate
Situată în ecoregiunea boreală, aria protejată conține 2 habitate naturale: Lacuri și iazuri distrofice naturale, Taiga vestică.
La baza desemnării sitului se află un număr nedeclarat de specii protejate.
Pe lângă speciile protejate, pe teritoriul sitului au mai fost identificate 2 specii de plante, 2 specii de păsări.